# مجلس المعاهد الفيدرالية السويسرية للتكنولوجيا
مجلس المعاهد الفيدرالية السويسرية للتكنولوجيا (بالألمانية: Rat der Eidgenössischen Technischen Hochschulen، بالفرنسية: Conseil des écoles polytechniques fédérales) هو الوحدة الاستراتيجية التي انتخبها المجلس الفيدرالي السويسري لإدارة مجال المعاهد الفيدرالية السويسرية للتكنولوجيا.
يُحدد المجلس التوجه الاستراتيجي للمعاهد، ويُخصص التمويل الذي يُقدمه الاتحاد السويسري للمؤسسات الست. كما يُؤمّن القدرات الإدارية التنفيذية اللازمة، ويُرشّح رؤساء ومديري المؤسسات الست للانتخاب من قِبَل المجلس الاتحادي، ويُعيّن أساتذة المعهدين الفيدراليين السويسريين للتكنولوجيا: المعهد الاتحادي السويسري للتقانة في زيورخ ومدرسة لوزان الاتحادية للعلوم التطبيقية.
سعيًا لتحقيق رؤيته، يُكرّس مجلس الإدارة جهوده لتعزيز تميزه، ومعالجة القضايا الداخلية والخارجية، وتعزيز سمعته الدولية. كما يُشجّع المجلس الحوار بين الطلاب والمحاضرين والباحثين والمجتمع ككل، وعالم الأعمال، والحكومة.
يرتبط المجلس ونطاق المعاهد إداريًا بوزارة الشؤون الاقتصادية والتعليم والبحث الفيدرالية. 

## روابط خارجية
- الموقع الرسمي